# Jardín Botánico Clelia Durazzo Grimaldi

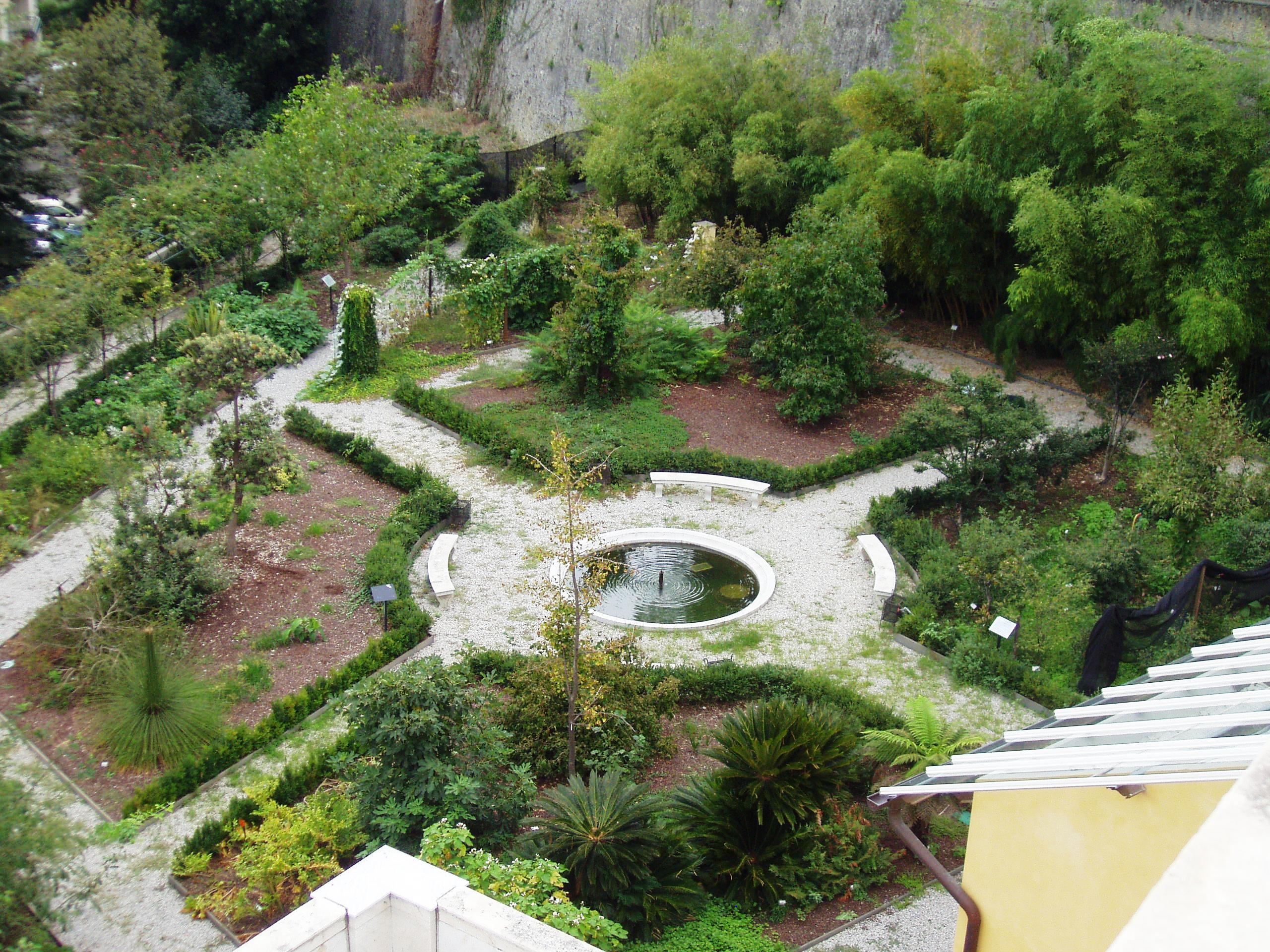
Giardino Botanico Clelia Durazzo Grimaldi.

El Jardín Botánico Clelia Durazzo Grimaldi (en italiano: Giardino botanico Clelia Durazzo Grimaldi), es un pequeño jardín botánico, ubicado en los terrenos de Villa Durazzo-Pallavicini en Pegli, un suburbio de Génova, Italia.

## Localización
Giardino botanico Clelia Durazzo Grimaldi, Pegli, Génova, Provincia de Génova, Liguria, Italia.44°25′50″N 8°49′1″E / 44.43056, 8.81694
44° 25′ 50″ N, 8° 49′ 1″ E
Abre al público todos los días del año.

## Historia
El jardín fue creado en 1794 por Clelia Durazzo Grimaldi. 
Formaba parte del parque romántico histórico hecho por Ignazio Pallavicini en 1846.
El parque fue donado a la ciudad de Génova en 1928

## Colecciones
El jardín botánico actualmente está restaurado y alberga unos veinte grupos de plantas dispuestos según un propósito educativo:
- Plantas carnívoras
- Plantas Suculentas
- Plantas tropicales y orquídeas
- Palmas
- Helechos
- Camelias
- Rosas
- Bambú
- Plantas acuáticas
- Plantas del Mediterráneo
- Plantas de esencias
- Plantas de uso cotidiano

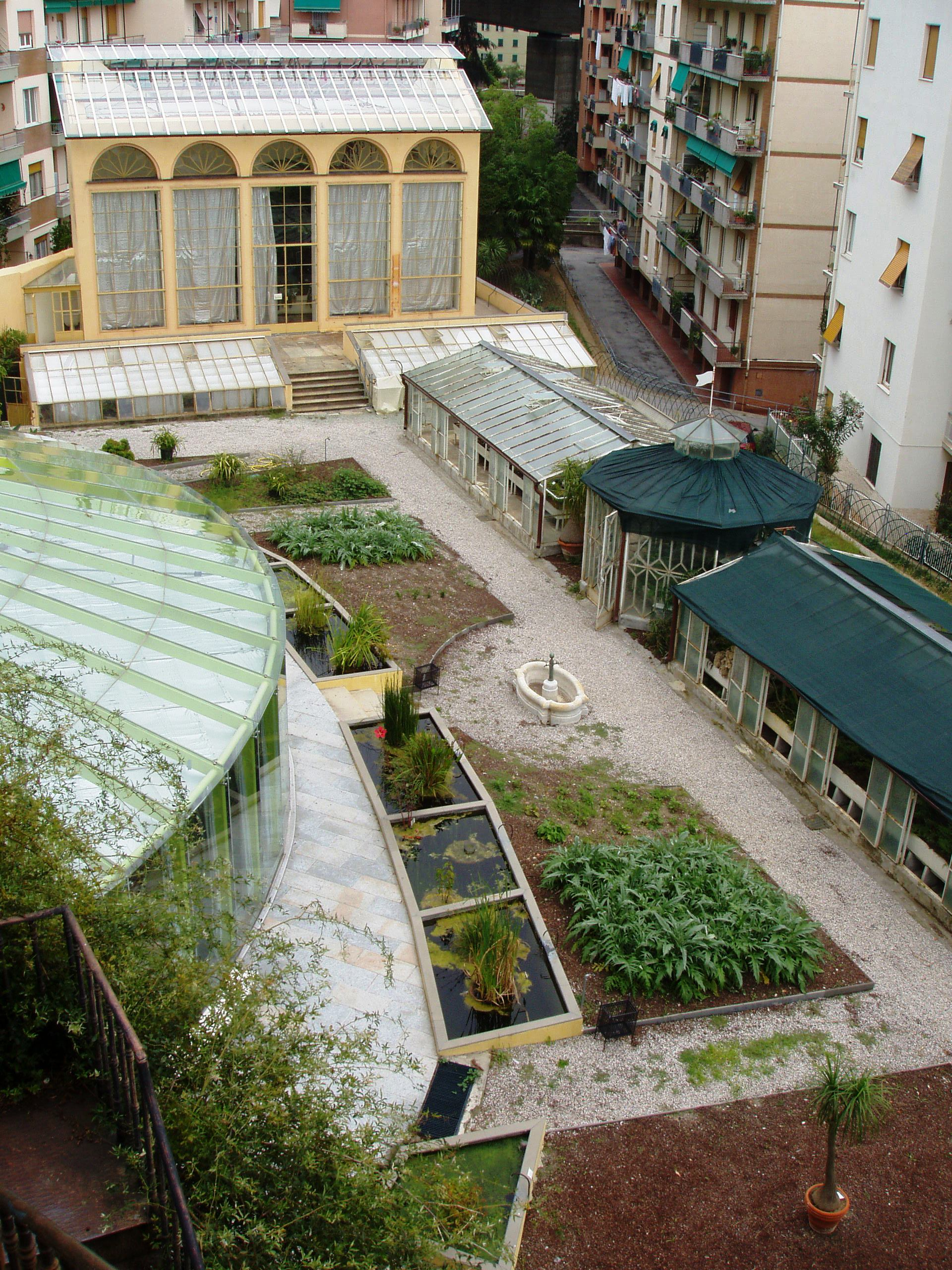
Invernaderos del Giardino Botanico Clelia Durazzo Grimaldi.

Así mismo en el jardín se cultivan numerosas especies más, algunas de ellas raras. 